# Péntek vagy a Csendes-óceán végvidéke
1967-ben jelent meg Michel Tournier regénye a Péntek vagy a Csendes-óceán végvidéke (Vendredi ou les Limbes du Pacifique), amely Daniel Defoe Robinson Crusoe-jának mítoszát helyezi egészen új megvilágításba.
Magyarra fordította: Szávai János.

## Cselekménye
|  | Alább a cselekmény részletei következnek! |

Az eredeti regényhez hasonlóan Robinson Crusoe egy hajótörés egyedüli túlélőjeként ott ragad egy lakatlan szigeten, a Csendes-óceán közepén. Először szeretne elszabadulni a szigetről, de miután belátja, hogy ez nem sikerülhet, megpróbálja a szigetet többé-kevésbé a saját képére formálni, amit el is nevez Speranzának. Építkezik, fejleszti maga körül a lakóhelyét és lassan rituálékat alakít ki. Párbeszédbe kezd a szigettel, ami felfogható egy anyaföld kapcsolatnak. Miután ő a sziget egyedüli ura, igyekszik friss és aktív maradni, nem ellustulni, amit olyanképpen próbál elérni, hogy sárban dagonyázik és megpróbál bekucorodni a sziget kis barlang nyílásaiba, illetve a földben támadt szűk résekbe. Egyértelmű szexuális utalások ezek, mint például egy, a földben talált rózsaszín nyílás.
Magányában filozofálgat, visszagondol gyermekkori emlékekre, hogy így töltse be az őt körülvevő tátongó ürességet. Ez eltart egészen addig a napig, míg meg nem ment véletlenül egy áldozatra szánt indiánt a törzsétől.
Péntek Robinson rabszolgája lesz, aki továbbra is a nyugati civilizáció hitében élve kormányozza saját szigetét. Pénteket nem tekinti embernek, mert mindent elront az ő kis, felépített világában. Mígnem egy napon Péntek, ura dohányát pipázva véletlenül felrobbantja Robinson barlangját. Ettől a ponttól Robinson kezd el alkalmazkodni Péntekhez, és a szolga-úr viszony is megváltozik kettőjük között, barátokká válnak. Földhöz való kötődése áttolódik a levegő felé. Például Péntekhez hasonlóan ő is fán alszik már.
Mikor érkezik aztán egy hajó a szigetre, úgy érzi, hogy hirtelen megöregedett. Elembertelenedettnek hatnak Robinson szemében a hajóval érkezett emberek, és végül úgy dönt, marad a szigeten. Péntek, aki a levegő bűvöletében él és vonzza a szél süvítése is, felszökik a hajóra és elmegy az idegenekkel. Robinson azonban nem marad egyedül, mert egy kisfiú leszökik a szigetre a hajóról, akit így aztán nevelhet a vadonban való életre.
|  | Itt a vége a cselekmény részletezésének! |

## Magyarul
- Péntek vagy A Csendes-óceán végvidéke; ford. Szávai János; Magvető, Bp., 1981 (Világkönyvtár)